# Slingsbytind
De Slingsbytind is een berg behorende bij de gemeente Luster in de provincie Sogn og Fjordane in Noorwegen. De berg, gelegen in Nationaal park Jotunheimen, heeft een hoogte van 2026 meter.
De Slingsbytind is onderdeel van het gebergte Jotunheimen.